# High Times (revista)
High Times és una revista mensual estatunidenca i una marca de cànnabis amb oficines a Los Angeles i Nova York. Fundada el 1974 per Tom Forcade, la revista advoca per la legalització del cànnabis i altres propostes contraculturals.

## Història
La revista va ser fundada el 1974 per Tom Forcade de l'Underground Press Syndicate. Al principi, High Times es va finançar amb diners provinents de la venda il·lícita de marihuana i va ser pensada com una sàtira de Playboy, en la qual se substituïa el sexe per la marihuana. Amb tot, la revista va arribar a un públic ampli, aconseguint perviure fins al present. El novembre del 2009 va celebrar el seu 35è aniversari. L'estil dels continguts emula Playboy, per exemple, cada tema de High Times, en lloc de començar amb la fotografia d'una dona nua, apareix la d'una planta de cànnabis. L'editor fundador de la revista va ser Ed Dwyer, qui anteriorment havia escrit el text del programa del festival de Woodstock, així com el programa de mà de la pel·lícula documental de 1970 Woodstock.
De seguida la revista es va convertir en una publicació mensual amb una circulació creixent, auditada per l'American Broadcasting Company, i aconseguia els 500.000 exemplars venuts per número, rivalitzant amb Rolling Stone i National Lampoon. El 2014, el seu lloc web va ser visitat per entre 500.000 i 5 milions d'usuaris mensuals. L'equip de treball va créixer fins a les 40 persones. A més de fotografies d'alta qualitat, High Times va presentar un tipus de periodisme d'avantguarda que cobria una àmplia gamma de temes, com ara la política, l'activisme, les drogues, el sexe, la música i el cinema. Els intents anteriors de Forcade d'arribar a una àmplia audiència contracultural mitjançant la creació d'una xarxa de diaris alternatius (Underground Press Syndicate/Alternative Press Syndicate) havien fracassat, malgrat que comptava amb el suport de diversos escriptors, fotògrafs i artistes notables. A través de High Times, Forcade va poder fer arribar el seu missatge al gran públic sense dependre dels principals mitjans de comunicació.
El gener del 2017, la revista va anunciar que es traslladava a una oficina a Los Angeles de forma permanent, després de la legalització de la marihuana a diversos estats de la Costa Oest, inclòs Califòrnia. Posteriorment, el 2017, High Times va ser adquirida per un grup d'inversors liderats per Oreva Capital.
High Times va adquirir l'empresa de mitjans de comunicació de cànnabis Green Rush Daily Inc. el 5 d'abril de 2018. El tracte va ser valorat en 6,9 milions de dòlars. El fundador de Green Rush Daily, Scott McGovern, es va unir a la revista com a vicepresident executiu.

## Llibres publicats
- The High Times Encyclopedia of Recreational Drugs.  Stonehill Pub Co, 1978. ISBN 0-88373-082-0.
- Gaskin, Stephen. Cannabis Spirituality: Including 13 Guidelines for Sanity and Safety.  High Times Books/ editor Steven Hager, 1998. ISBN 0-9647858-6-2.
- Krassner, Paul; foreword by Harlan Ellison. Pot Stories for the Soul.  High Times Books/ editor: Steven Hager, 1999. ISBN 1-893010-02-3.
- Eudaley, Chris. How to Be a Pot Star Like Me: What Every Marijuana Enthusiast Should Know.  High Times Books, 2000. ISBN 1-893010-06-6.
- Krassner, Paul. Psychedelic Trips for the Mind.  High Times Books/ editor: Steven Hager, 2001. ISBN 1-893010-07-4.
- Hager, Steven. Adventures in the Counterculture: From Hip Hop to High Times.  High Times Books, 2002. ISBN 1-893010-14-7.
- Nocenti. The High Times Reader.  New York: Nation Books, 2004. ISBN 1-56025-624-9.
- Bienenstock, David. The Official High Times Pot Smoker's Handbook.  High Times Books, 2008. ISBN 978-0-8118-6205-9.
- Lewin, Natasha. The Official High Times Pot Smoker's Activity Book.  Chronicle Books, 2010. ISBN 978-0-8118-6206-6.
- Danko, Danny. The Official High Times Field Guide to Marijuana Strains.  High Times Books, 2011. ISBN 978-1-893010-28-4.